# U-Kurve
Die U-Kurve (englisch Stuck in the Middle) bezeichnet den Zusammenhang zwischen Marktanteil und Rentabilität im Rahmen der branchenbezogenen Erfolgsforschung. 

## Erläuterung

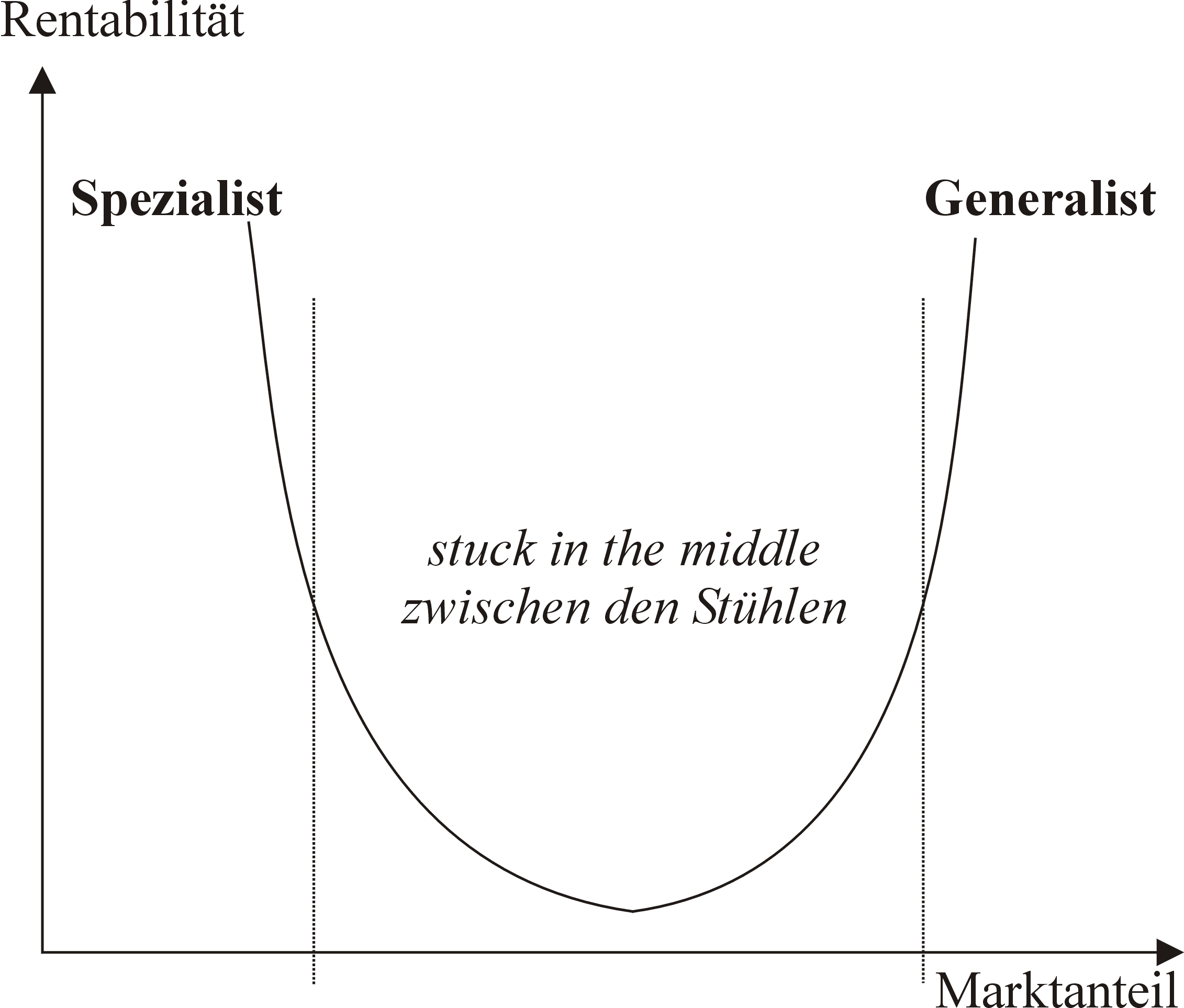
U-Kurve (schematisch)

Michael E. Porter, welcher sich seit den 1970er Jahren mit dem Zusammenhang zwischen Markterfolg und Strategie beschäftigt, fand in einer Reihe empirischer Untersuchungen heraus, dass
- Unternehmen mit sehr geringem Marktanteil („Spezialisten“, „Fokussierung“) und
- Unternehmen mit sehr großem Marktanteil („Generalisten“, „Standardisierung“)

eine signifikant hohe Rentabilität aufweisen. Andere Wettbewerber – mit mittelmäßigen Marktanteilen – erreichen hingegen geringe Rentabilität.
Die Wettbewerber mit mittelmäßigen Marktanteilen „sitzen zwischen den Stühlen“ (Stuck in the Middle): Sie sind zu klein, um mit den Marktführern zu konkurrieren, und zu groß, um die Nischeneconomies der Spezialisten nutzen zu können. Die Größenangaben für hohe Rentabilitäten in Bezug auf den Marktanteil variieren bei empirischen Befunden. So wird die Spanne für ein stuck in the middle mit zehn bis 20 Prozent Marktanteil in mehreren Studien genannt, während sich die Spannbreite für Spezialisten in der Größenordnung von ein bis fünf Prozent (alle Spezialisten zusammen jedoch nicht mehr als zehn Prozent) bewegt und für Unternehmen mit mehr als 40 Prozent Marktanteil wiederum steigende Rentabilitäten beobachtet werden.